# 馬克·托納
馬克·托納（1964年—），是美國外交事務官員和美國國務院前副發言人。

## 外部連結
- C-SPAN內的頁面（英文）